# Ernst Hofbauer
Ernst Hofbauer (Vienna, 22 agosto 1925 – Monaco di Baviera, 24 febbraio 1984) è stato un regista cinematografico e sceneggiatore austriaco, noto soprattutto per aver girato i tredici film della serie Schulmädchen-Report, ispirata all'omonimo libro scritto nel 1970 dal sessuologo Günther Hunold.

## Biografia
Dopo aver frequentato nel Secondo dopoguerra l'Università dello Spettacolo (Max Reinhardt Seminar) di Vienna, iniziò la sua carriera nel cinema nel 1950 come assistente alla regia di Karl Sztollar per il film Der keusche Adam. 
La sua prima esperienza come regista fu una sequenza del film antologico austriaco Auch Männer sind keine Engel, nel 1959.
Trasferitosi a Monaco all'inizio degli anni '60, divenne regista del format televisivo Caution Camera; quindi diresse i primi 26 episodi (stagioni 1 e 2) della serie TV Percy Stuart.
Dopo alcune pellicole di genere popolare, passò a film per adulti (Nude e caste alla fonte e Mercato nero dell'amore), entrambi del 1966.
A partire dai primi anni '70 diresse i tredici film facenti parte della serie Schulmädchen-Report, riscuotendo largo successo. Negli anni '60 e all'inizio degli anni '70 l'interesse del pubblico per la sessualità era estremamente elevato e i film rappresentavano una sorta di rottura dei tabù, mentre a metà degli anni '70 l'interesse diminuì notevolmente, soprattutto perché nel 1975 nella Repubblica Federale Tedesca fu legalizzata la pornografia hardcore. Tuttavia, fu solo nel 1984 che Hofbauer realizzò Oriental Blue, il suo primo e unico film porno hardcore, ambientato nella Russia di Rasputin, uscito anche in versione soft.
Morì nel 1984 a Monaco e fu sepolto nel Cimitero Nord della città.

## Filmografia
- Auch Männer sind keine Engel (1959)
- Wiener Luft (prima parte, Achtung - Autodiebstahl) (1958)
- Caccia al misterioso mister X (1964)
- Holiday in St. Tropez (1964)
- Mille tatti di baldoria (1965)
- A-009 missione Hong Kong (1965)
- I Gringos non perdonano (1965, con Alberto Cardone)
- Mercato nero dell'amore (1966)
- Nude e caste alla fonte (1966)
- Scontro mortale (1967)
- Il clan di Hong Kong (1969)
- Le milionarie dell'amore: prostituzione oggi (1970)
- Rapporto sul comportamento sessuale delle studentesse (1970)
- Schulmädchen-Report 2. Teil - Was Eltern den Schlaf raubt (1971)
- Ninfomania casalinga (1971)
- Erotik im Beruf - Was jeder Personalchef gern verschweigt (1971)
- Le ragazze dal ginecologo (1971)
- Divagazioni delle signore in vacanza (1971)
- Schulmädchen-Report 3. Teil - Was Eltern nicht mal ahnen (1972)
- Le apprendiste (1972)
- Schulmädchen-Report 4. Teil - Was Eltern oft verzweifeln lässt (1972)
- Christine (1972)
- Lolite supersexy (1973)
- Porno market (1973)
- Was Schulmädchen verschweigen (1973)
- Il comportamento sessuale delle studentesse (1973)
- Vizi e peccati delle donne nel mondo (1973)
- Che matti... ragazzi! (1974)
- Wenn die prallen Möpse hüpfen (1974)
- Adolescenza porno (1974)
- Schiave nell'isola del piacere (1974)
- Super sexy show (1974)
- Che carambole ragazzi (1975, con Natuk Baytan)
- Che stangata ragazzi (1975, con Fernando Orozco)
- Le liceali supersexy (1977)
- Vendetta napoletana (Maria) (1980)
- Oriental Blue (1984)